# Magdalena de Kino

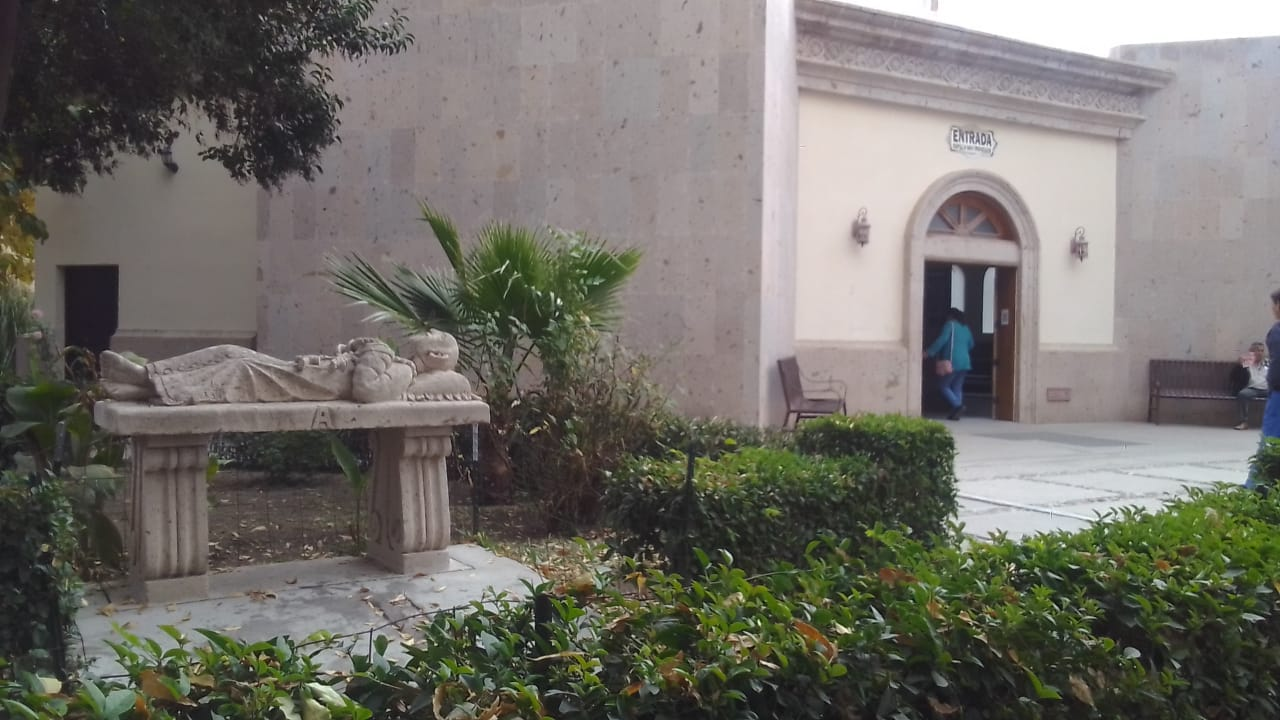
Entrada a la capilla San Fco. Javier - Magdalena Sonora

Magdalena de Kino es una  localidad mexicana ubicada en el norte del estado de Sonora, es la cabecera del municipio de Magdalena, y la segunda población en obtener el título de Pueblo Mágico en el estado de Sonora, cuenta con una población de 33,049, según el censo 2020, que en comparación con 2010, que eran 31,180 habitantes, creció 11.2%. Se ubica a 80 kilómetros de la frontera con Estados Unidos en Nogales, a 15 kilómetros de Santa Ana, a 190 km de la capital del estado  Hermosillo, y a la orilla del Río Magdalena  que corre de norte a sur.
En la Plaza Monumental se encuentran los restos del misionero italiano Eusebio Francisco Kino, quien evangelizó a los indígenas de la región y les enseñó técnicas de cultivo que fomentaron la formación de poblaciones denominadas Misiones desde finales del siglo XVII y principios del siglo XVIII, y que dio forma a la Ruta de las Misiones Kino. 

## Historia

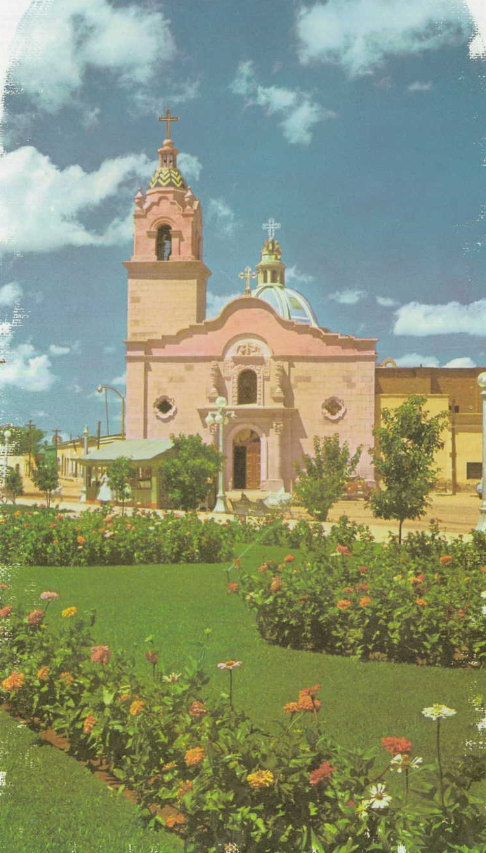
Magdalena de Kino en 1961

Fue uno de los pueblos de visita del rectorado de la Misión de Nuestra Señora de los Dolores como parte de las Misiones jesuíticas en el Desierto de Sonora. El pueblo original y su territorio estaba habitado por pápagos y pimas altos y ópatas, quienes se resistieron a la ocupación española y destruyeron la Misión Santa María Magdalena en 1648. En 1687 con la llegada del misionero jesuita Eusebio Francisco Kino al territorio que hoy se le conoce como Sonora comenzó la fundación de las primeras misiones españolas en Sonora, Chihuahua y Coahuila como resultado de la evangelización de la población nativa del territorio y fue él quién fundó nuevamente la Misión de Santa María Magdalena en el lugar a finales del siglo XVII. 
Ya en el México independiente, Magdalena fue cabecera de distrito durante la segunda mitad del siglo XIX. Magdalena Fue aduana de México, desde 1854 hasta 1880 que se trasladó a Nogales. Le fue otorgado el título de ciudad por decreto el 1 de octubre de 1923 bajo el nombre oficial de Santa María Magdalena de Buquivaba, (Buquivaba, palabra de origen ópata que significa “lugar o casa junto al río”) nombre que llevó hasta 1966 cuando el gobierno estatal de Luis Encinas Johnson cambió su nombre por el de Magdalena de Kino en honor a los recién encontrados restos del Padre Kino.
En Magdalena de Kino nació Luis Donaldo Colosio, un importante político mexicano que fue diputado, senador, presidente de su partido político y titular de la Secretaría de Desarrollo Social. Fue candidato a la presidencia de México por el PRI hasta su asesinato, el 23 de marzo de 1994.

## Geografía
La ciudad se localiza en el paralelo 30°  de latitud norte y el meridiano 110°  de longitud al oeste de Greenwich; a una altitud de 680 metros sobre el nivel del mar. Se encuentra al norte del estado a 87 kilómetros de la frontera con Estados Unidos. La ciudad es atravesada de sur a norte por la Carretera Federal 15 de México, conocida como la carretera México-Nogales.
Su topografía se compone de valles y lomas suaves. La región este y noreste es accidentada y la parte sur es plana, casi en su totalidad.  
El río Magdalena penetra al territorio procedente de Ímuris, recibe las aguas de los arroyos de El Sásabe y El Tacícuri y cruza en los límites de Santa Ana, en donde se une al río Altar para formar el Río Asunción, que continúa su trayectoria hasta pasar por Caborca.

## Clima
El clima se clasifica como semiseco, con una temperatura promedio anual de 26.5 grados Celsius. Este municipio cuenta con un clima semiseco, semicálido BS hw(x)(e) con una temperatura media máxima mensual de 22.2° en julio y una temperatura media mínima mensual de 12.2 °C en diciembre. La temperatura media anual es de 21.3 °C. La época de lluvias se presenta en julio y agosto, con una precipitación pluvial media anual de 444.1 milímetros.

La infraestructura hidráulica que se utiliza para riego es la Presa del Yeso; existen además 9 pozos; un represo y una galería filtrante en La Misión.
| Parámetros climáticos promedio de Magdalena de Kino, Sonora (1951-2010)         | Parámetros climáticos promedio de Magdalena de Kino, Sonora (1951-2010) | Parámetros climáticos promedio de Magdalena de Kino, Sonora (1951-2010) | Parámetros climáticos promedio de Magdalena de Kino, Sonora (1951-2010) | Parámetros climáticos promedio de Magdalena de Kino, Sonora (1951-2010) | Parámetros climáticos promedio de Magdalena de Kino, Sonora (1951-2010) | Parámetros climáticos promedio de Magdalena de Kino, Sonora (1951-2010) | Parámetros climáticos promedio de Magdalena de Kino, Sonora (1951-2010) | Parámetros climáticos promedio de Magdalena de Kino, Sonora (1951-2010) | Parámetros climáticos promedio de Magdalena de Kino, Sonora (1951-2010) | Parámetros climáticos promedio de Magdalena de Kino, Sonora (1951-2010) | Parámetros climáticos promedio de Magdalena de Kino, Sonora (1951-2010) | Parámetros climáticos promedio de Magdalena de Kino, Sonora (1951-2010) | Parámetros climáticos promedio de Magdalena de Kino, Sonora (1951-2010) |
| Mes                                                                             | Ene.                                                                    | Feb.                                                                    | Mar.                                                                    | Abr.                                                                    | May.                                                                    | Jun.                                                                    | Jul.                                                                    | Ago.                                                                    | Sep.                                                                    | Oct.                                                                    | Nov.                                                                    | Dic.                                                                    | Anual                                                                   |
| ------------------------------------------------------------------------------- | ----------------------------------------------------------------------- | ----------------------------------------------------------------------- | ----------------------------------------------------------------------- | ----------------------------------------------------------------------- | ----------------------------------------------------------------------- | ----------------------------------------------------------------------- | ----------------------------------------------------------------------- | ----------------------------------------------------------------------- | ----------------------------------------------------------------------- | ----------------------------------------------------------------------- | ----------------------------------------------------------------------- | ----------------------------------------------------------------------- | ----------------------------------------------------------------------- |
| Temp. máx. abs. (°C)                                                            | 32.0                                                                    | 36.0                                                                    | 38.0                                                                    | 40.0                                                                    | 45.0                                                                    | 47.0                                                                    | 48.5                                                                    | 48.0                                                                    | 43.5                                                                    | 40.5                                                                    | 39.0                                                                    | 33.0                                                                    | 48.5                                                                    |
| Temp. máx. media (°C)                                                           | 21.2                                                                    | 22.4                                                                    | 26.0                                                                    | 30.0                                                                    | 35.3                                                                    | 39.4                                                                    | 38.5                                                                    | 36.9                                                                    | 36.1                                                                    | 32.0                                                                    | 26.2                                                                    | 21.0                                                                    | 30.4                                                                    |
| Temp. media (°C)                                                                | 12.3                                                                    | 13.8                                                                    | 16.7                                                                    | 20.0                                                                    | 24.8                                                                    | 29.4                                                                    | 30.3                                                                    | 29.3                                                                    | 27.9                                                                    | 22.5                                                                    | 16.6                                                                    | 12.2                                                                    | 21.3                                                                    |
| Temp. mín. media (°C)                                                           | 3.5                                                                     | 5.2                                                                     | 7.4                                                                     | 10.1                                                                    | 14.3                                                                    | 19.4                                                                    | 22.2                                                                    | 21.7                                                                    | 19.6                                                                    | 13.1                                                                    | 7.0                                                                     | 3.4                                                                     | 12.2                                                                    |
| Temp. mín. abs. (°C)                                                            | -6.0                                                                    | -4.0                                                                    | 0.0                                                                     | 2.0                                                                     | 4.0                                                                     | 9.0                                                                     | 12.5                                                                    | 14.0                                                                    | 12.0                                                                    | -1.0                                                                    | -3.0                                                                    | -6.5                                                                    | -6.5                                                                    |
| Precipitación total (mm)                                                        | 28.2                                                                    | 34.1                                                                    | 19.9                                                                    | 9.3                                                                     | 3.1                                                                     | 12.8                                                                    | 98.8                                                                    | 123.4                                                                   | 45.0                                                                    | 21.9                                                                    | 18.9                                                                    | 28.7                                                                    | 444.1                                                                   |
| Días de precipitaciones (≥ 0.1 mm)                                              | 3.3                                                                     | 3.3                                                                     | 2.3                                                                     | 0.7                                                                     | 0.5                                                                     | 2.0                                                                     | 9.0                                                                     | 9.3                                                                     | 4.3                                                                     | 2.0                                                                     | 1.5                                                                     | 3.4                                                                     | 41.6                                                                    |
| Fuente: Servicio Meteorológico Nacional. Actualizado el 6 de diciembre de 2016. |                                                                         |                                                                         |                                                                         |                                                                         |                                                                         |                                                                         |                                                                         |                                                                         |                                                                         |                                                                         |                                                                         |                                                                         |                                                                         |

## Demografía
De acuerdo con los resultados del Censo de Población y Vivienda 2015 del Instituto Nacional de Estadística y Geografía (INEGI), el municipio de Magdalena cuenta con 33,049 habitantes, en 2020, había 545 habitantes en El Tacícuri, 1,140 en San Ignacio y 26,605 en Magdalena de Kino (cuya edad media es de 26 años), lo que lo convierte en el decimocuarto municipio más poblado de Sonora. A principios de siglo ocupaba el 7.º lugar en población estatal, pero el nacimiento y crecimiento de ciudades como Puerto Peñasco, Caborca, San Luis Río Colorado. y Cd. Obregón (Cajeme), fue desplazada del lugar que tenía.

## Gobierno y Política
El Ayuntamiento Municipal, que radica en Magdalena de Kino está integrado por un Presidente municipal, un síndico, tres Regidores de mayoría relativa y dos de representación proporcional, elegidos cada tres años. 
El municipio forma parte del II Distrito Electoral Federal de Sonora, y del V Distrito Electoral de Sonora, ambos con sede en Nogales. Personajes locales notables en este campo son: Alicia Arellano Tapia y Luis Donaldo Colosio Murrieta y Luis Donaldo Colosio Riojas  

## Economía
La economía local prioritariamente estaba basada en cría y venta de ganado bobino y agricultura y cosecha de hortalizas (cebolla, ajo, berro), frutas fresca (membrillo, durazno, níspero, nuez) y en almíbar, trigo, maíz, alfalfa, frijol y sorgo.
En las últimas décadas la industria maquiladoras ha sido un factor en el desarrollo económico y genera alrededor de 2,550 empleos; dos empresas en la industria de alimentos, con presencia regional así como bebidas, construcción y el ramo de producción de muebles. Se cuenta con presencia de minería, que ha generado cientos de empleos entre los habitantes de la región, y siendo Magdalena de Kino el centro de población con mayor tamaño y servicios, ha logrado el asentamiento de trabajadores, oficinas y desarrollo local de proveedores.
Otro sector importante es el comercio y servicios que atienden las necesidades de la población, existen alrededor de 346 establecimientos. Sus principales ramos son: abarrotes, restaurantes, ferreterías, licorerías y tiendas de ropa; generando aproximadamente 2,680 empleos directos.[cita requerida]

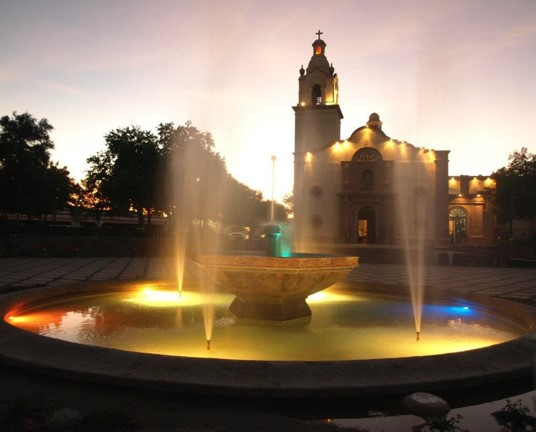
Fuente en la Plaza Monumental de Magdalena

De acuerdo con el censo nacional elaborado por el INEGI, la población económicamente activa (PEA) en el año 2010 fue de 15,745 habitantes de los cuales 15,193 (el 96.5%) representan la PEA total con una ocupación. La PEA representa el 50.3% de la población total del municipio.

## Educación y sanidad
Según el censo de población y vivienda 2010, en Magdalena la tasa de alfabetización de las personas de entre 15 y 24 años es de 97.8 % y la de las personas de 25 años o más es de 97.2%.

La asistencia escolar para las personas de 3 a 5 años es del 41%; de 6 a 11 años es del 97.9%; de 12 a 14 años es del 94.8% y de 15 a 24 años es del 45.3%.
| Distribución de la población de 15 años y más según nivel de escolaridad | Distribución de la población de 15 años y más según nivel de escolaridad | Distribución de la población de 15 años y más según nivel de escolaridad | Distribución de la población de 15 años y más según nivel de escolaridad | Distribución de la población de 15 años y más según nivel de escolaridad |
| ------------------------------------------------------------------------ | ------------------------------------------------------------------------ | ------------------------------------------------------------------------ | ------------------------------------------------------------------------ | ------------------------------------------------------------------------ |
| Nivel de escolaridad                                                     | Nivel de escolaridad                                                     |                                                                          | Porcentaje                                                               | Porcentaje                                                               |
|                                                                          |                                                                          |                                                                          |                                                                          |                                                                          |
| Sin instrucción                                                          | Sin instrucción                                                          |                                                                          | 2.6%                                                                     | 2.6%                                                                     |
| Básica                                                                   | Básica                                                                   |                                                                          | 58%                                                                      | 58%                                                                      |
| Técnica con primaria                                                     | Técnica con primaria                                                     |                                                                          | 1%                                                                       | 1%                                                                       |
| Media superior                                                           | Media superior                                                           |                                                                          | 20.6%                                                                    | 20.6%                                                                    |
| Superior                                                                 | Superior                                                                 |                                                                          | 17.3%                                                                    | 17.3%                                                                    |
| No especificado                                                          | No especificado                                                          |                                                                          | 0.5%                                                                     | 0.5%                                                                     |

En Magdalena se encuentra un campus de la Universidad Estatal de Sonora en el que se ofrecen las carreras de Ingeniería de Software, Comercio Internacional, Enseñanza del Inglés y Administración de Empresas, entre otras.
El municipio cuenta además con instalaciones del ISSSTE, ISSSTESON y del IMSS, así como clínicas de salud privadas (particulares). En Magdalena el 71.9% de la población son derecho habientes a algún de servicio de salud pública. De toda la población del municipio, 37.9% tiene acceso al IMSS, 22.9 % al Seguro Popular, 8.8% al ISSSTE, y 3% cuenta con otro tipo de seguridad médica.

## Cultura y turismo

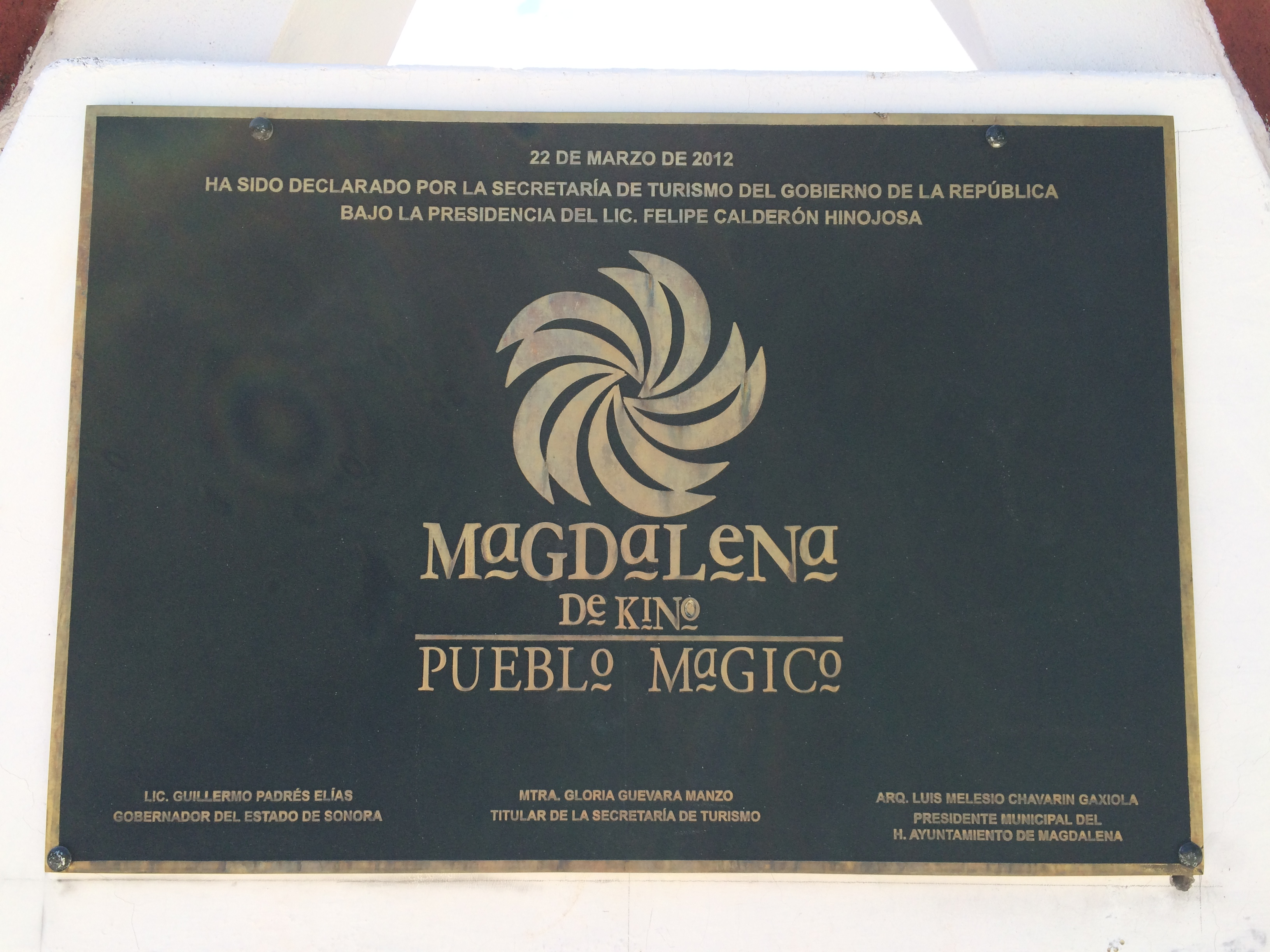
Placa con el nombramiento de Magdalena como Pueblo Mágico.

Por su relevancia histórica y cultural, el 22 de marzo de 2012 Magdalena de Kino fue declarado Pueblo Mágico por la Secretaría de Turismo de México. Un Museo local puede ser visitado.   

### Edificios y Monumentos
La ciudad como parte de su cultura, cuenta con diferentes edificios y monumentos que simbolizan, o representan épocas, personaje o eventos. Destaca como principales atractivo la 
- Plaza Monumental, que fue realizada en 1966 en honor al evangelizador Eusebio Francisco Kino, poco después que fueron encontrados sus restos después de una larga búsqueda. La plaza monumental está enmarcada en los cuatro costados por Los Portales, que una serie de edificaciones tipo conventual que albergan diversos comercios, desde  venta de artículos religiosos, restaurantes. La plaza incluye una fuente al centro, jardines, servicios de baños y estacionamiento. Ahí se dio el encuentro entre los presidentes de México Luis Echeverría y el de Estados Unidos Gerald Ford en 1974, siendo recibidos por la Alcalde Local, Alicia Arellano Tapia.[12]
- La plaza incluye la cripta donde yacen los restos de Eusebio Francisco Kino, el templo, la capilla, la ex-casa de Miguel Latz.
- El templo de Santa María Magdalena construido en 1830 y de arquitectura franciscana, ubicado en la plaza.Capilla San Fco. Javier - Magdalena Sonora

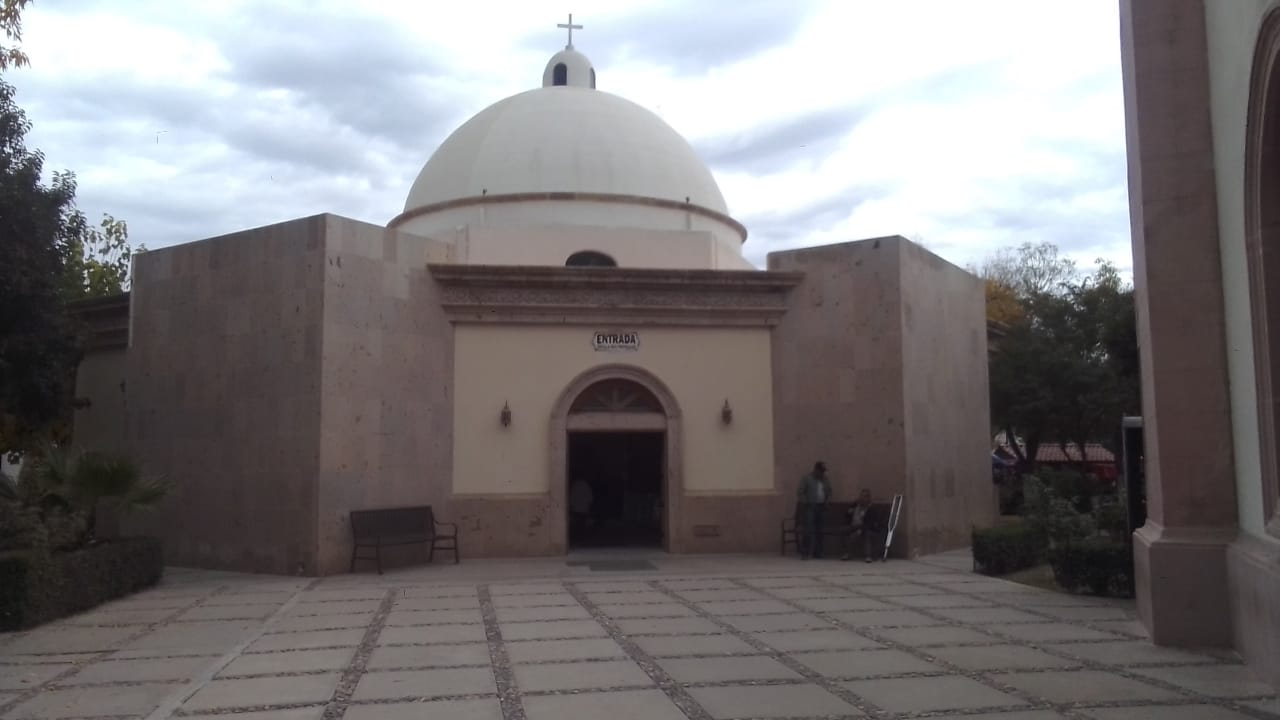
Capilla San Fco. Javier - Magdalena Sonora

- La capilla a San Francisco Javier, construida en 2013, motivo de las fiestas religiosas más grandes del noroeste de México,  donde los creyentes católicos hacen honores y van a levantar la imagen de San Francisco, acostado, donde la creencia es que la capacidad de hacerlo está relacionada con los pecados propios.
- El Palacio Municipal que lo mandó a construir el Gral. Venustiano Carranza, edificado entre 1919 y 1922, como sede del Congreso del Estado de Sonora, ubicado por Av. Obregón.
- La réplica de la antigua Torre del Reloj, pues se mandó construir, para sustituir la original que fue destruido para dar paso a la plaza monumental. Se ubica en Av. Niños Héroes.

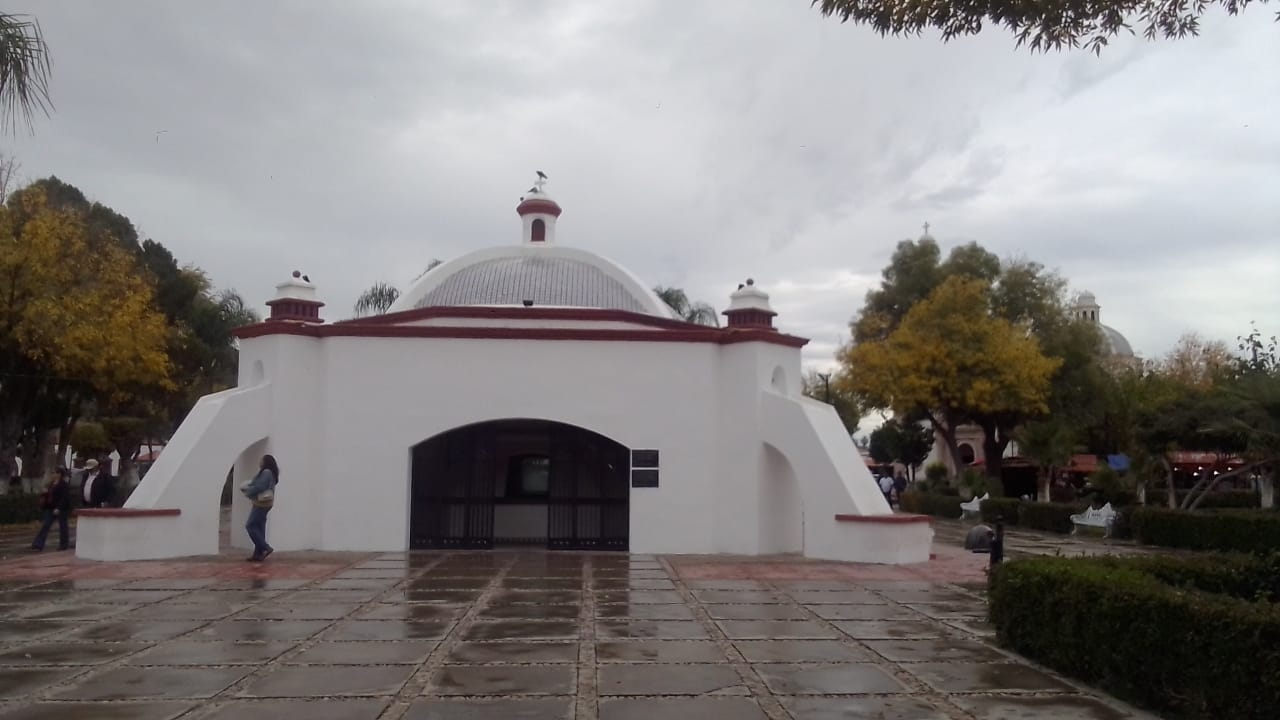
Mausoleo Padre Eusebio F. Kino - Magdalena Sonora

- La Misión de San Ignacio  de Cabórica situado en el poblado vecino de San Ignacio, unos 8 kilómetros al norte.
- Mausoleo en honor a Luis Donaldo Colosio, candidato a Presidente de la República asesinado en 1994, en Tijuana México.
- Colegio "Coronel Juan Fenochio", patrocinado por ciudadanos locales, y construido entre 1904 y 1906  donde se firmó la constitución estatal vigente que rige al Estado de Sonora desde 1917, ubicado en Av. 5 de mayo y Jesús Arellano.
- Casona de Miguel Latz, ubicada en la Plaza monumental.
- Casa del Ministro de Guerra, Gral. Carlos Plank. Ubicada en Av. 5 de mayo y Jesús Arellano (Hoy Café Sed).
- Templo de la Nuestra Señora del Rosario de Fátima. Ahí se filmaron escenas de la película de Rápido y Furioso 4.[13]
- Monumento a Eusebio Francisco Kino ubicado en la entrada sur de la ciudad.
- Monumento a Luis Donaldo Colosio, ubicado en Av. Niños Héroes.Plaza Monumental Padre Kino - Magdalena Sonora

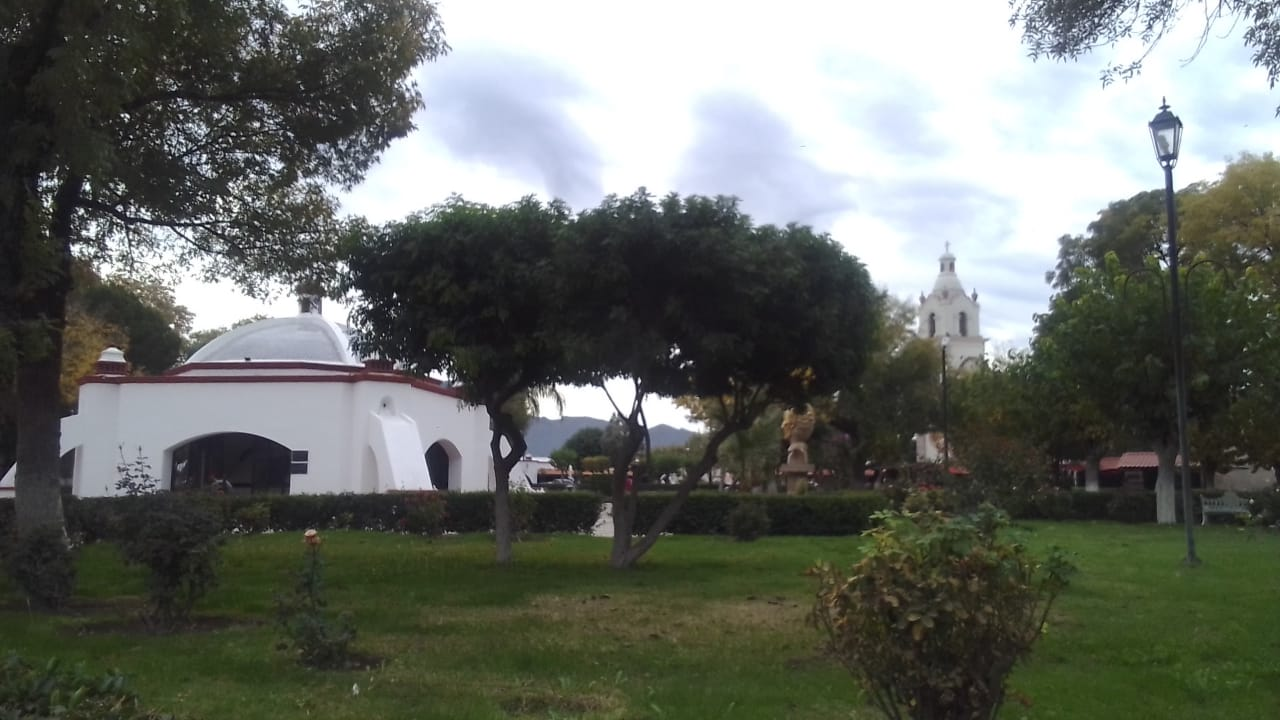
Plaza Monumental Padre Kino - Magdalena Sonora

- Monumento a Sergio "Kalimán" Robles. Ubicado en la Unidad deportiva anexa al Estadio de Beisbol por Av. Niños Héroes.
- Véase también Estadio Padre Kino y el Anexo Monumentos de Sonora.

## Fiestas y tradiciones
Cuatro festividades se realizan durante el año, en Magdalena y sus alrededores. 

### Fiesta de San isidro Labrador
Una tradición es honrar el 15 de mayo a San Isidro labrador en la comunidad de Terrenate en la vera del Río Magdalena. La comunidad se organiza, y prepara Pozole de trigo, o de Milpa para regalar a toda persona que llega por tal motivo cientos de personas arriban al lugar y la festividad tiene lugar ahí mismo. 

### Festival Kino
En la tercera semana de mayo se celebran las fiestas en honor al Padre Kino, conocidas como el Festival Kino, que han venido tomando fuerza y aumentando su magnitud, en las últimas décadas. 

### Fiestas de San Ignacio

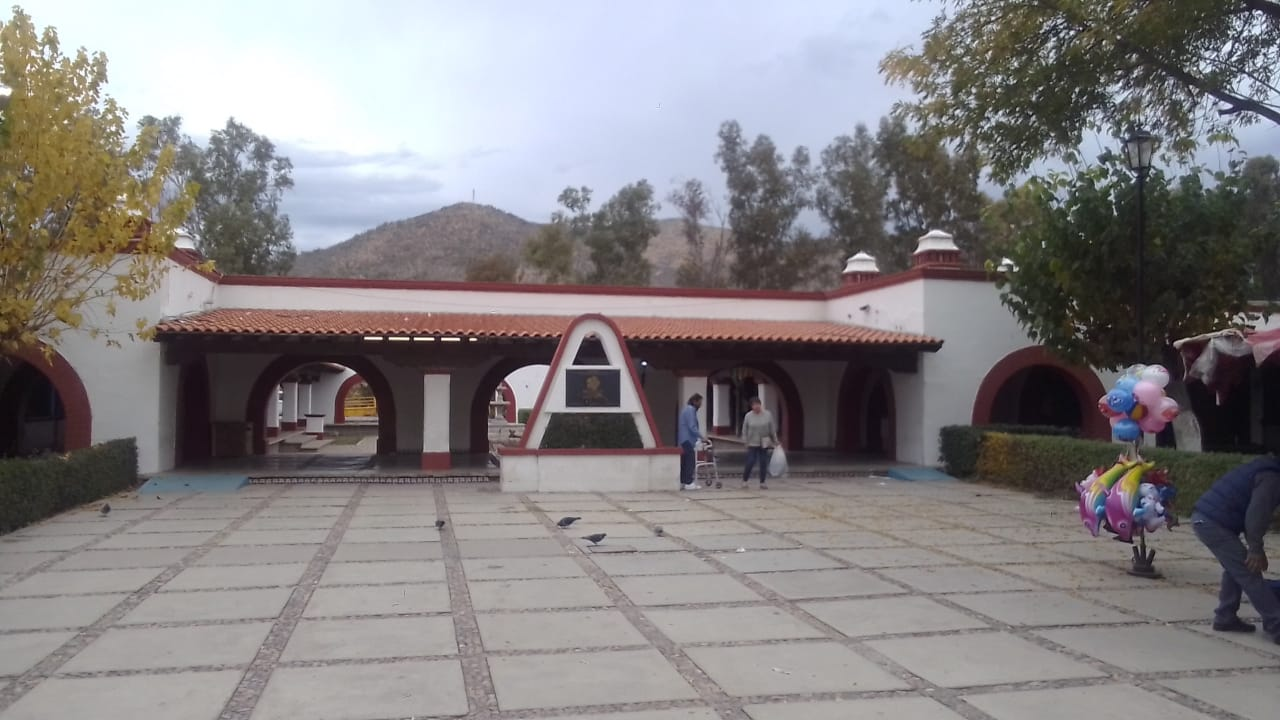
Vista parcial de Portales en Plaza Monumental - Magdalena Sonora

En la última semana de julio y la primera de agosto se celebran las fiestas en el poblado de San Ignacio, a 7 kilómetros al norte en honor de San Ignacio de Loyola, donde se encuentra la Misión de San Ignacio de Cabórica. 

### Fiestas de Octubre - San Francisco
Desde hace décadas, en la última semana de septiembre y primera de octubre, que incluya el 4 de octubre, día de San Francisco, se celebran las más antiguas fiestas religiosas en el estado de Sonora, que son las "Fiestas de octubre", en honor a San Francisco Javier, con la asistencia de diferentes grupos de visitantes el primero grupo, los indígenas de la región, principalmente los tohono o'odham (pueblo pápago), que vienen del sur de Arizona, los yaquis, que vienen del sur de Sonora, ocasionalmente asisten algunos seris de los escasos ópatas, pimas. Un segundo grupo de visitantes son los fieles que van a pagar una manda a San Francisco. El tercer grupo son los turistas que asisten por las festividades paganas, como bailes, música y comida. 
Los fieles visitantes que asisten a dar culto, vienen de distintas partes del noroeste de México y sur de Estados Unidos, y se dan cita en el lugar y van a la capilla del Santo con el fin de rendirle tributo religioso con sus oraciones, y cumplir ante él, las Mausoleo del Padre Kino en el pueblo Mágico de Magdalena de Kino mandas o penitencias. La capilla cuenta con una imagen tamaño natural acostado, y es tradición levantar al santo, de su cabeza a manera de reverencia. La tradición dice que las personas que no tiene fe, no le es posible levantarlo. En 2013 se construyó el nuevo lugar que es una capilla específica para San Francisco Javier, que se encuentra ubicada a un costado del templo, pues originalmente antes estaba en su interior. La capilla actual cuenta con una mayor capacidad para personas que le desean visitar. 

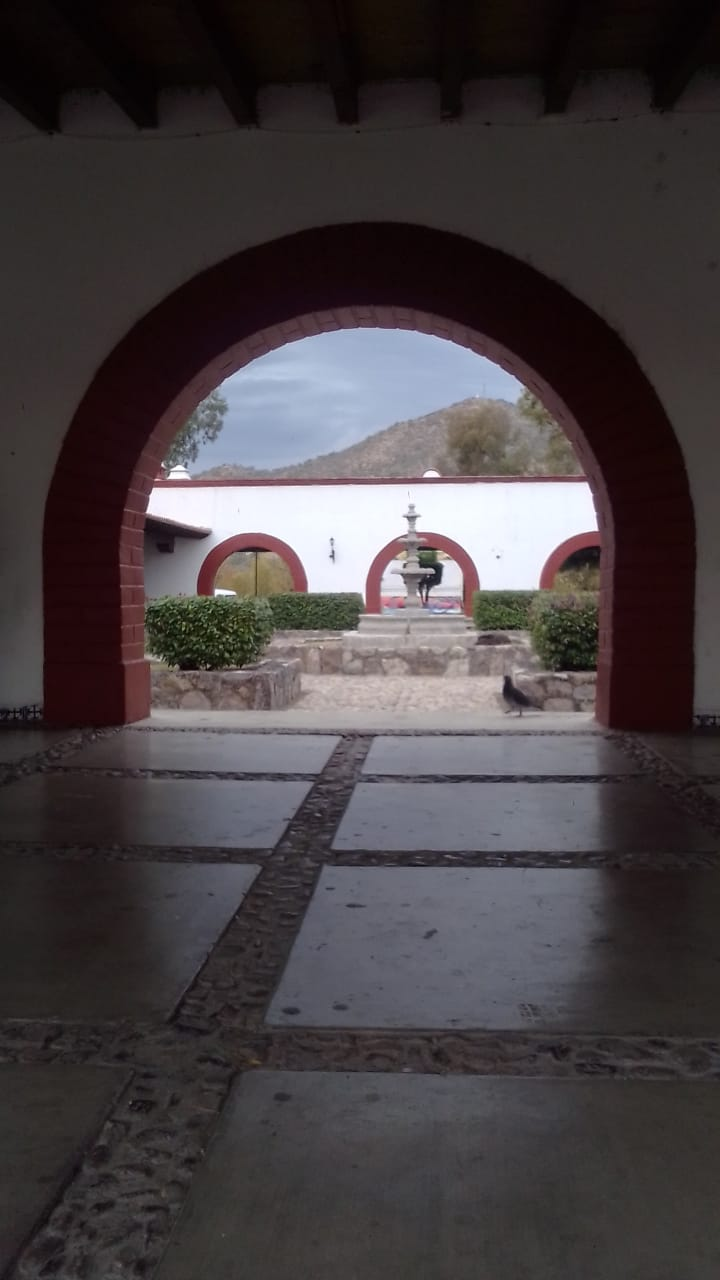
Patio en Plaza Monumental - Magdalena Sonora

Una tradición de ciertos feligreses, es peregrinar (hasta 80 kilómetros desde Nogales, o 15 kilómetros desde Santa Ana), como pago por la solicitud de ayuda realizada para aliviar una enfermedad, requerir su cooperación ante Dios para obtener salud y prosperidad en la familia, una buena cosecha en los cultivos, una excelente época en los hatos ganaderos o sencillamente la bendición de Dios en las actividades y oficios que desempeñan. Los sacerdotes a través de los siglos han custodiado la veneración desde Eusebio Kino, pasando por el padre Patricio Sánchez en 1889, Eustasio Egurrola(1941), José Santos Sáenz (1988), Jaime Salcido y otros.

#### Lugar de encuentro de tres culturas
Éstas festividades, motivan el encuentro de dos pueblos originarios: los tohono o´odam y los Yaquis, que junto con el resto de la población, se encuentran durante éstas celebraciones. En esas dos semanas se celebra a manera de feria, con exposiciones artesanales, juegos mecánicos, comidas, música, mariachi, conjuntos norteños, y bailables por los indígenas por lo que puedes admirar la danza del venado y pascola.  

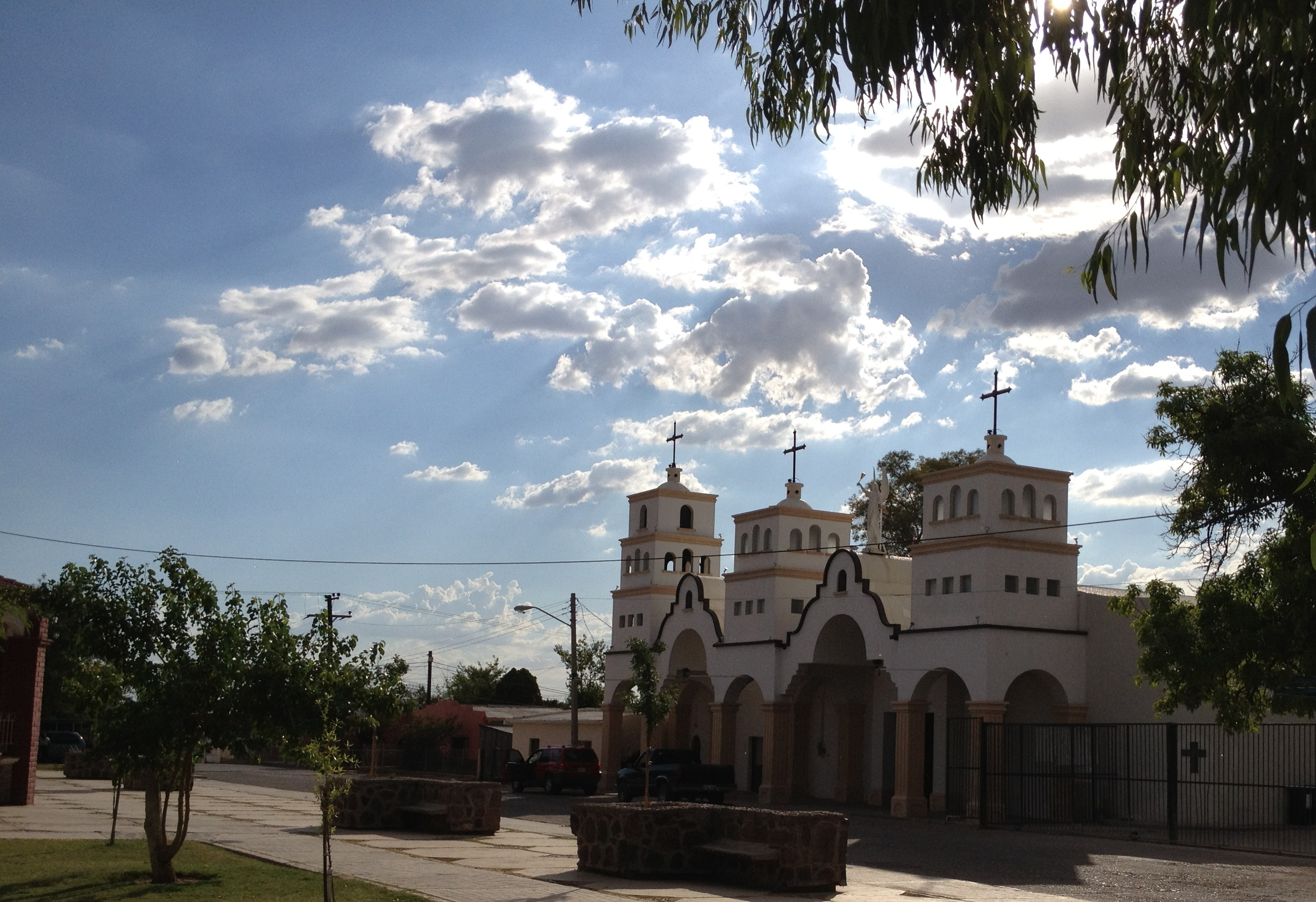
Parroquia San Felipe de Jesús en Magdalena de Kino.

## Deporte
El deporte más popular entre la comunidad es el béisbol y Magdalena de Kino cuenta con el estadio de Béisbol "Padre Kino" casa del equipo los Membrilleros de Magdalena, como parte de la Liga Norte de Sonora.

## Transporte
El pueblo se puede recorrer a pie fácilmente, sin embargo el medio de transporte más utilizado es el automóvil. La Carretera Federal 15 conecta Magdalena con Nogales en un trayecto de una hora y con Hermosillo en un trayecto de dos horas.

## Personas destacadas
- Eusebio Francisco Kino (1645-1711). Misionero y evangelizador y fundador de misiones en el Desierto de Sonora.
- Miguel Latz (1844-1920). Empresario de origen prusiano, nacionalizado mexicano, casado y radicado en Magdalena, fue diputado y presidente municipal.
- Coronel Emilio Kosterlitzky (1853-1928). Militar mexicano de origen ruso, casado y radicado en Magdalena por 25 años, emigrado a Estados Unidos.
- Gral. Carlos Plank (1876-1927). Militar y político sonorense. Vivió y falleció en Magdalena.
- Lic. Horacio Sobarzo Díaz (1896-1963). Político, gobernador interino (1948-1949) y escritor.
- Alicia Arellano Tapia (1915-2021). Primera Senadora de México, y presidenta municipal de Magdalena y
- Rómulo Molina Romero. (1926-1992) Músico y compositor de canciones, como "Vengo a despertarte", El Himno al Padre Kino, Misionero a Caballo y Magdalena de Kino.

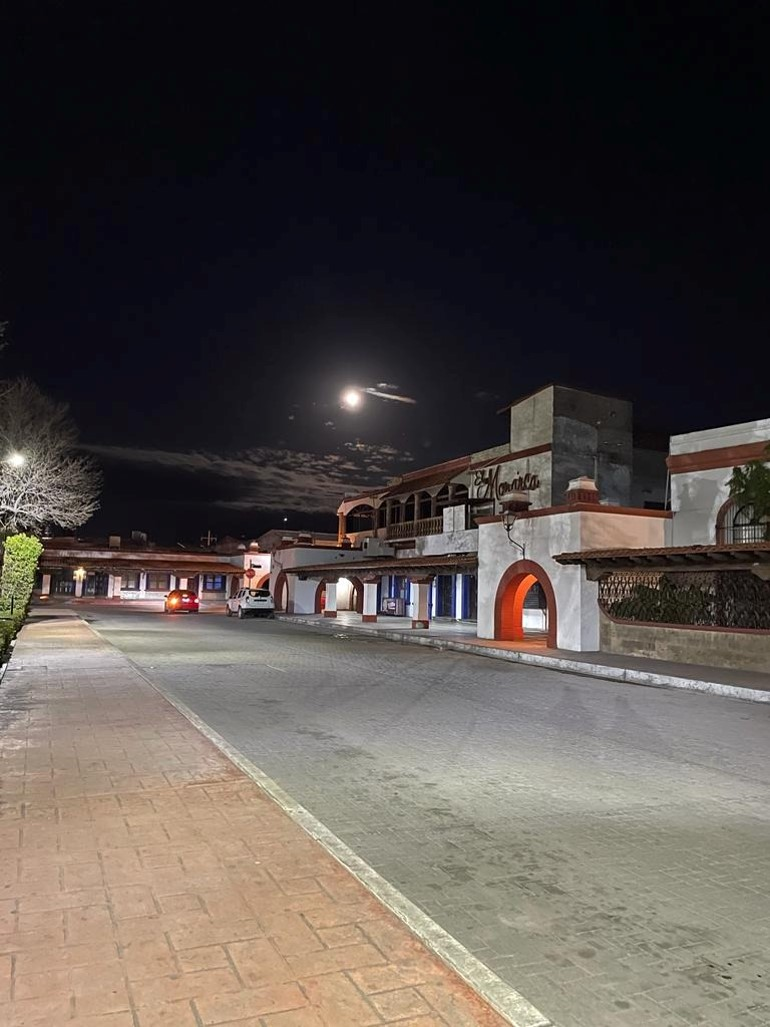
Panorámica nocturna en Magdalena

- Gustavo Hodgers Rico (1934-1982). Beisbolista profesional, entrenador de deportistas, manejador de beisbol de Sonora y cuarto lugar mundial de softbol en Filipinas, 1972.
- Mons. Teodoro Enrique Pino Miranda (1946 - 2020). Obispo. Nacido en Cucurpe. Criado y estudiado en Magdalena. Ordenado en Hermosillo. Obispo de Huajuapan de León.
- Luis Donaldo Colosio Murrieta (1950-1994). Importante político mexicano. Candidato a la Presidencia de México por el PRI en 1994.
- Sergio Robles (1946). Jugador profesional de béisbol en la MLB (1972-1976) jugó para los Baltimore Orioles y para Los Ángeles Dodgers, para los Naranjeros y Diablos Rojos.
- Mons. Faustino Armendáriz Jiménez (1955). Obispo de Tamaulipas, Durango y Querétaro. Cofundador de la Comunidad Quédate con Nosotros.
- Claudia Pavlovich Arellano (1969). Primera Gobernadora de Sonora.
- Luis Donaldo Colosio Riojas (1985). Presidente Municipal de Monterrey, Nuevo León.
- Hermosillo.
- Beatriz Marbella Corella Sias (1988). Cantante en la 5.ª emisión de programa "La Academia", logrando el tercer lugar.

- Ramón Urías (1994). Jugador de beisbol profesional con Diablos Rojos del México y Orioles de Baltimore.
- Luis Urías (1997). Jugador de beisbol profesional con Yaquis, de Obregón, Padres de San Diego y Cerveceros de Milwaukee, 1.er mexicano en conectar cinco extra bases durante un solo partido. Seleccionado nacional.

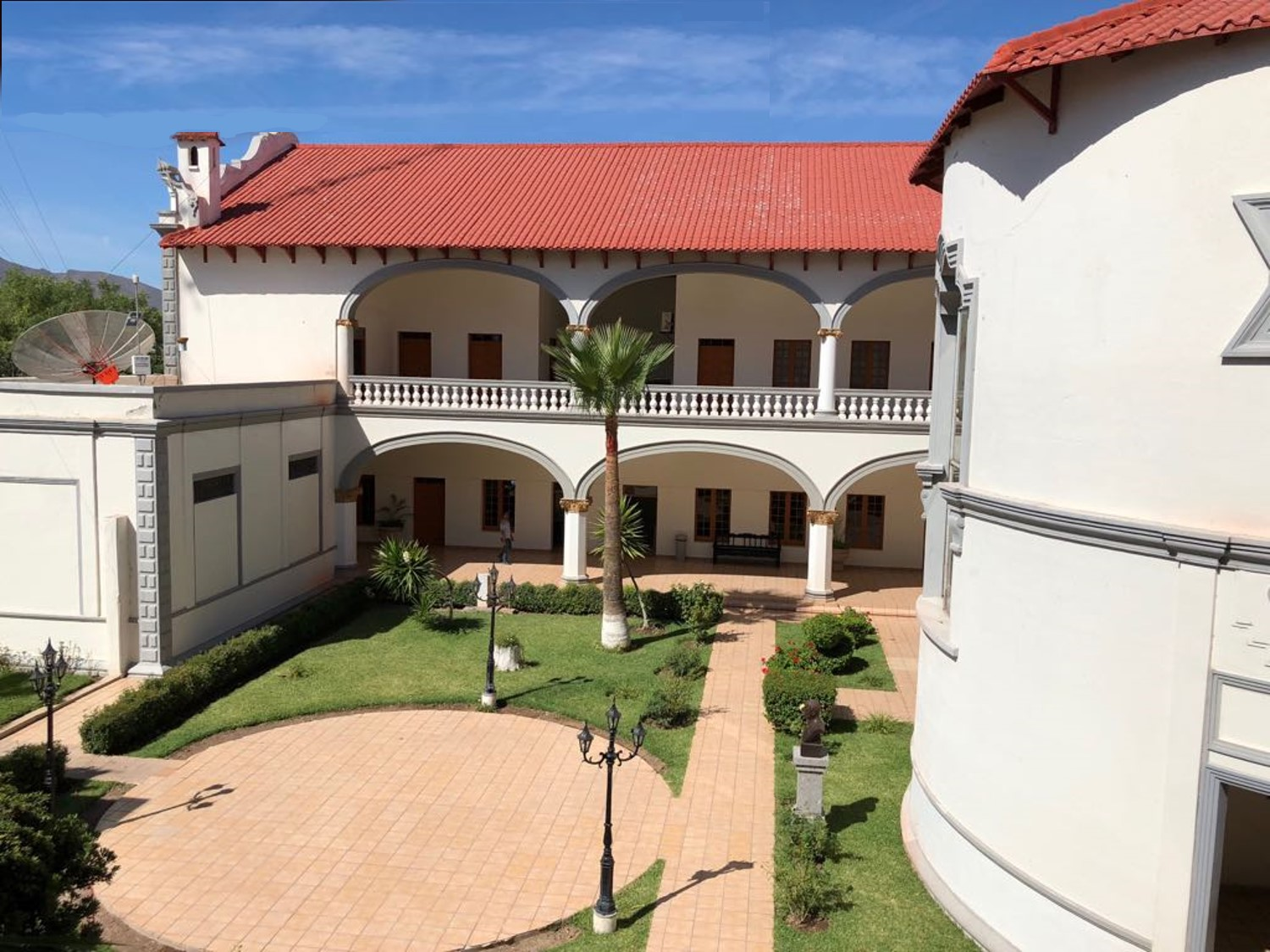
Patio interior del Palacio Municipal Magdalena

- Juan Carlos Estrada Sánchez, "El Muerto". Es un personaje ficticio, enmascarado, de la serie Spiderman, del Universo Marvel, nacido en Magdalena de Kino.